# シロカネグモ属
シロカネグモ属（シロカネグモぞく、Leucauge）は、アシナガグモ科に属するクモの分類群。名前の通り、銀色の美しい体色を持つ種が多い。水平円網を張る。

## 特徴

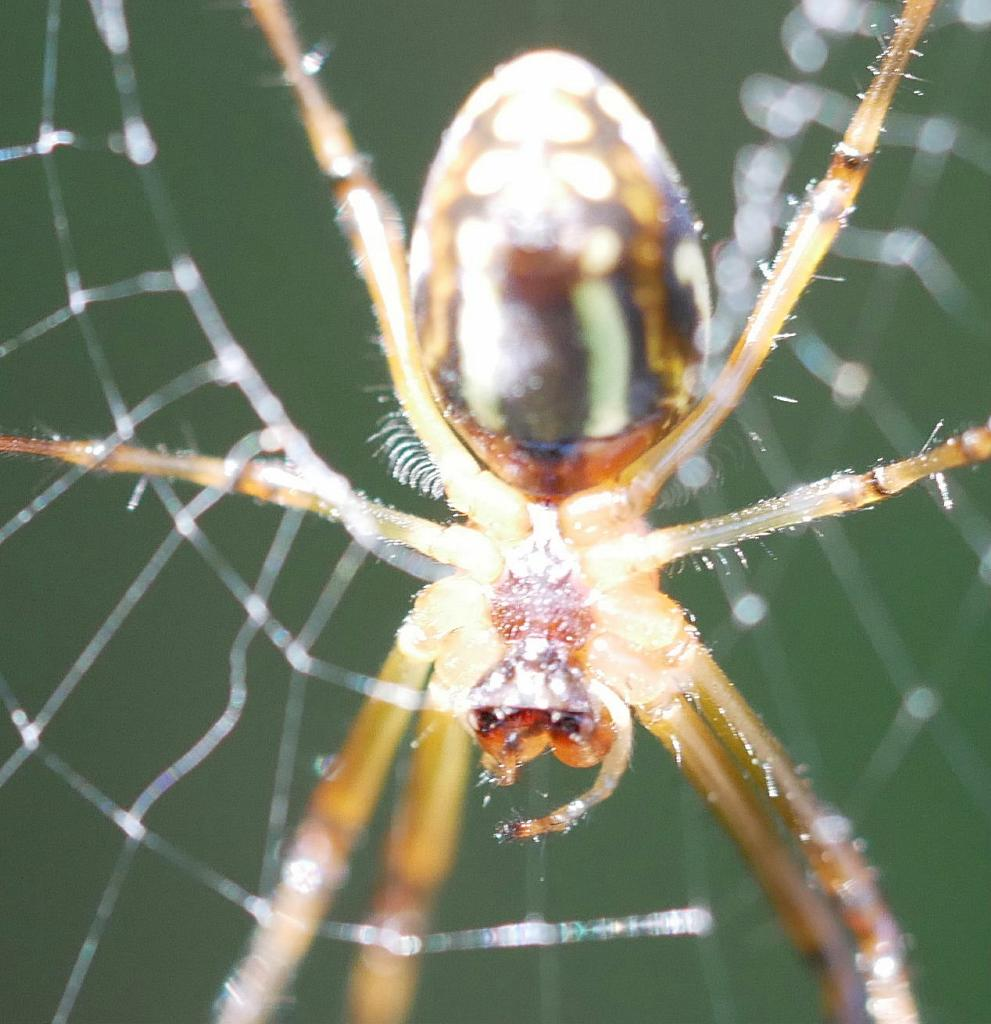
チュウガタシロカネグモの聴毛

細長い歩脚と金属光沢に輝く腹部を持つ。中型の種は、開けたところに網を張り、昼間も網の中央にいるため、よく目立つ。少なくとも、アシナガグモ科ではもっとも美しいとされる。雄は雌よりやや小さくて華奢なのが通例だが、腹部の斑紋も雌に似たものがある程度は見える。
頭胸部はやや縦長で、背面はやや扁平。顎は特に目立った形にならない。外顆はない。眼は4眼2列で、すべてほぼ同大。中眼はやや中央よりで、側眼は互いに接する位置にある。歩脚は長く、特に第一脚は長く発達する。第四脚の腿節には互いに対をなす二列の聴毛があるのは大きな特徴とされる。
腹部はほぼ円筒形で、前端と後端は鈍く丸まるのが普通。腹部背面は銀色などの金属光沢を持つ。部分的に黄色みや緑、赤みを帯びる例もある。斑紋としては、腹部背面の中心と両側の縦筋とその間を葉脈のように繋ぐ筋のような模様が出るものが多い。

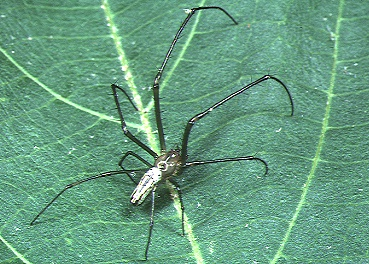
チュウガタシロカネグモ(オス)

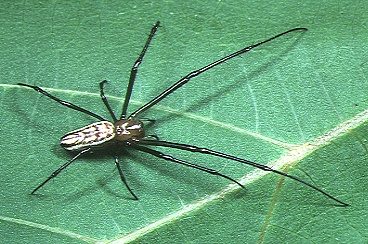
コシロカネグモ

### 体色変化について
腹部の銀色などの色は、皮膚下にある鱗状の構造に依っている。種によってはこの鱗の大きさが素早く変化することで体色を変化させることが出来る。
日本ではキララシロカネグモでこれが顕著に見られる。この種は腹部全体が金色に輝くことからこの名があるが、ヒトが触れるなどの刺激を受けると、腹部を覆う金色の鱗が縮んでしまうため、ほぼ瞬時に褐色に変化する。ヒメグモ科のコガネヒメグモに見られるものとよく似ている。
他の種でもこのような現象はある程度見られ、たとえばオオシロカネグモでは、腹部は銀色に黒い筋模様があるが、刺激を受けると銀色部が収縮するため、明らかに筋模様が太くなる。

## 習性など
造網性で、円網を張る。網はほぼ水平に張られる水平円網で、中央に穴が開いているために霧こしき網と呼ばれる。これはアシナガグモ科に広く見られる網の形である。クモは網の中央の下側に足を広げて定位する。

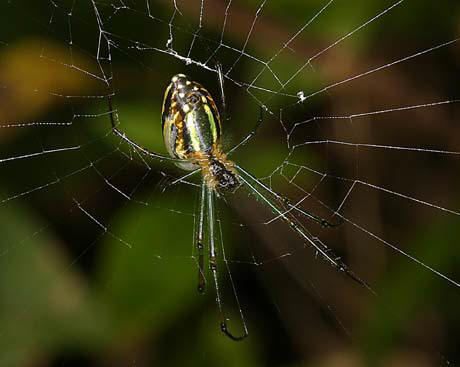
網にいるチュウガタシロカネグモ

アシナガグモ属などでは昼間は網を張っていてもクモ本体は物陰に隠れている例が多いが、この属のものは昼間も網の中央に出ていることが多い。オオシロカネグモなどでは、日差しの強い時間帯に第一脚・第二脚を真下に垂らし、それに合わせて頭胸部を斜め下に向ける姿勢を取ることがよく観察され、これは日差しの当たる面積を少なくして体温上昇を避ける意味があると考えられる。また、同様な姿勢を降雨中に取ることも知られ、これは雨水が流れ落ちやすくするものと見られる。
水辺に網を張るものもあるが、そうでない場所にも生息する。草の間や樹下に網を張り、庭園や人家周辺にまで姿を見せるものもある。小型種では草の間や地表に小さな網を張る。
なお、セレベスシロカネグモ L. celebesiana は複数個体が集まって互いに接し合うように網を張り、単独で網を張ることがないことから、社会性である可能性が考えられている。
雄は雌成虫の脱皮の後に交接する。卵は卵嚢として植物の茎の上などに貼り付けるものが多い。

## 分類
この属はササキグモ属、ハラダカグモ属、Mesida属を含める単系統に対して姉妹群をなす。
世界の熱帯を中心に分布し、葯70種がある。日本には6種が知られる。ちなみに北アメリカには2種のみ。
日本産の種のうち、オオシロカネグモ・チュウガタシロカネグモ・コシロカネグモはいずれも体長1cm程度の中型種で、ごく普通に見ることのできるものであり、また互いによく似ている。名前はそれぞれの大きさに由来するが、さほどの差はないので、大きさでの区別は無理である。生息環境ではオオが水場のそばに、チュウガタが日なたの低木の間に、コが日陰の樹下に、と異なるとも言われるが、実際にはそれぞれにかなりの幅がある。腹背の斑紋や形で区別がつくものの、なかなかややこしく、幼生では判断が難しい例もある。

チュウガタシロカネグモの特徴は腹部前端近くの背面に左右1つの丸い瘤状突起があることで、他の2種ではその部分は滑らかに盛り上がっているだけである。ただしチュウガタシロカネグモの瘤にある黒い斑紋は、他の種でも同様の位置に見られる例があり、瘤状に盛り上がっているかどうかの確認が必要である。オオシロカネグモとコシロカネグモは背中の黒い帯模様で見分けられ、オオシロカネグモは３本のはっきりとした模様が頭部近くまで伸びているのに対して、コシロカネグモはサイドの２本の黒い模様は途中で途切れている。また、脚の付け根と胴体の腹側は、オオシロカネグモは白っぽいが、コシロカネグモは茶色を帯びている。 

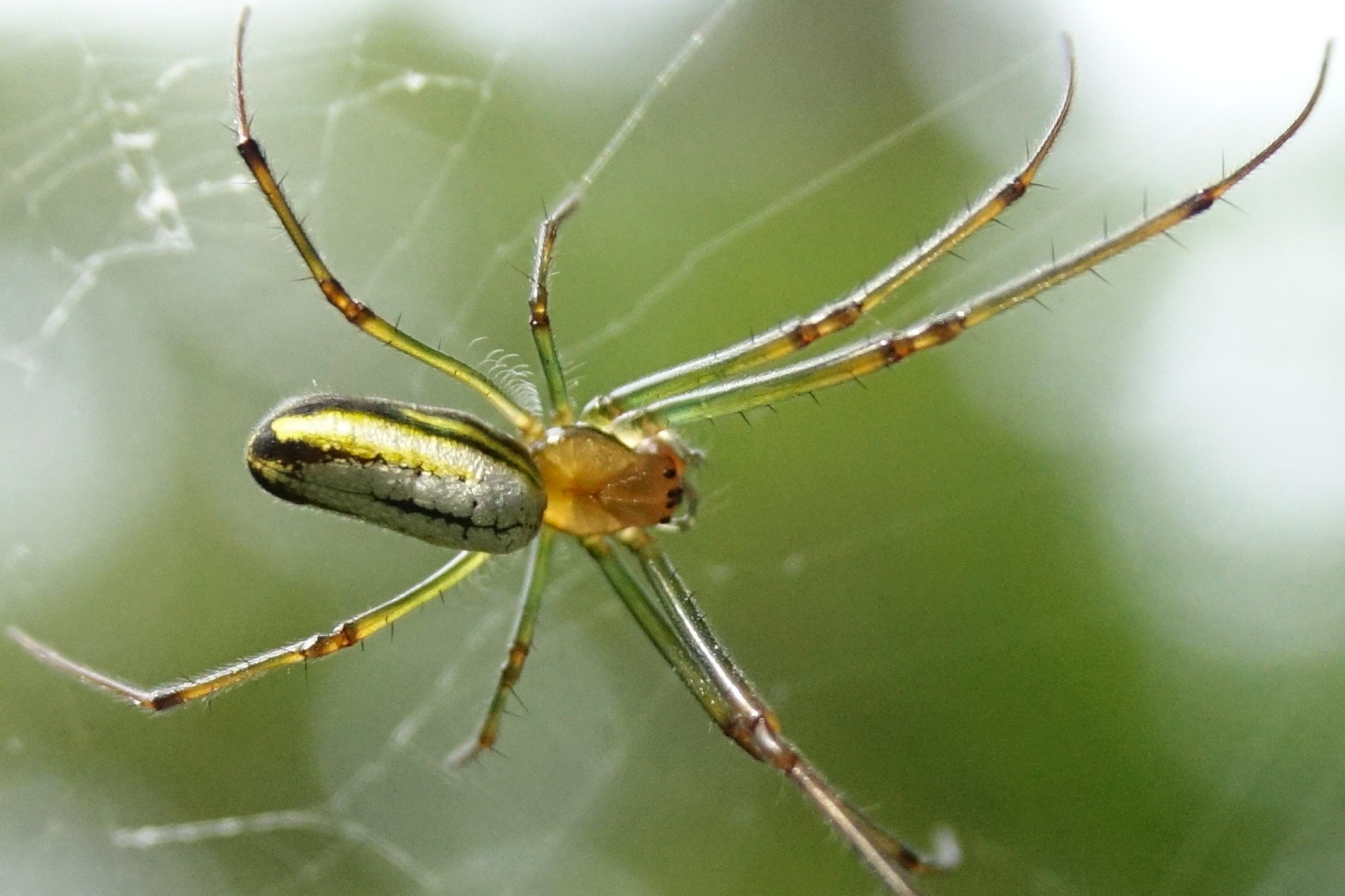
コシロカネグモ

以下に日本産の種を記す。それ以外のものについてはこの項を参照されたい。
- Leucauge　シロカネグモ属
  - L. blanda　チュウガタシロカネグモ
  - L. magnifica　オオシロカネグモ
  - L. subblanda　コシロカネグモ
  - L. decorata　トガリシロカネグモ
  - L. crucinota　チビシロカネグモ
  - L. subgemmea　キララシロカネグモ